# Camp
Camp är ett engelskt uttryck som syftar på en kulturell stil. Enligt den första definitionen, som förekom i en engelsk ordbok 1909, var betydelsen "prålig, överdriven, påverkad, teatralisk; kvinnlig eller homosexuell; som hänför sig till, karakteristiskt för, homosexuella...". Senare har definitionen ändrats, men blivit svår att precisera i ord. Susan Sontag beskrev i sin bok Notes on Camp från 1964 att "Kännetecknet för Camp är andan av extravagans".
Camp kan vara omedveten, och uppfattas då ofta som ett uttryck för bristande sofistikation, eller avsiktlig, och har då vanligen humoristiska eller ironiska inslag.
Camp är ett tydligt inslag i samtida populärkultur. Avsiktlig camp är kanske särskilt framträdande inom gayrörelsen. 
Fabio, fotomodell känd från omslag på romantiska böcker, har en personlighet och stil som ibland uppfattas som ett typiskt exempel på camp.

## Camp inom gayrörelsen och som queerbegrepp
Inom gayrörelsen var campbegreppet ett sätt att förhålla sig till en heteronormativ verklighet med hjälp av till exempel humor, även om begreppet "heteronormativitet" inte fanns vid denna tidpunkt. En författare vars person och verk anses vara typexempel på camp är Oscar Wilde. En annan författare som var tidig med att använda begreppet camp explicit i sin litteratur var Christopher Isherwood. 
I boken Världen om aftonen avhandlas camp ingående av en av karaktärerna som är mitt i sin komma-ut-process. Denna karaktär definierar camp som "a matter of 'expressing what's basically serious to you in terms of fun and artifice and elegance' of 'making fun of' what you take seriously as opposed to making fun of it." När boken skulle översättas i Sverige i början av 1950-talet, så översattes campbegreppet med transvestism.

## Susan Sontag
År 1964 publicerade Susan Sontag essän "Notes on 'Camp'" om begreppet. Enligt henne var camp dels ett sätt att uppfatta världen och läsa estetiska fenomen, naïve camp, och dels präglades campestetiken av en intention och en "inneboende" eller producerad egenskap hos objektet, deliberate camp. Den akademiska debatten har sedan publikationen av hennes essä nästan enstämmigt framhållit att hon förringade campbegreppets historia i ett framväxande manligt gaysamhälle och därigenom estetiserade begreppet till det yttersta och avpolitiserade det. Hon konstaterar att: "It goes without saying that the Camp sensibility is disengaged, depoliticized – or at least apolitical."
Efter publikationen av "Notes on 'Camp'" fick Sontag i många medier status som upptäckare av "den nya stilen", något som den efterföljande diskussionen ville göra upp med. Gemensamt för nästan alla författare av diverse artiklar och annan litteratur i denna diskussion var att de försökte sätta tydliga ord på eller ge mening till campiga företeelser och ständigt koppla begreppet "camp" till en homosexuell subkultur.

## Campbegreppet idag
Ett av de senaste bidragen inom forskningen kring campbegreppet är Fabio Cletos antologi Camp. Liksom andra samtida teoretiker på det queerkulturella fältet är Cleto intresserad av queerbegreppet, och mer specifikt hur detta begrepp och campbegreppet kan sammanflätas. Hela traditionen kring kritiskt tänkande har alltid varit uppbyggd kring motsatspar. Diskussionen kring camp är inget undantag, menar Cleto. Den kritiska diskussion som omgärdar campbegreppet sedan "Notes on 'Camp'" är en ständig följd av motsatspar, som alla kan härledas till denna essä och diskussionen som följde. Essän gav upphov till dikotomiseringen av camp som antingen läspraktik eller inneboende egenskap (produktion). Diskussionen som följde efter Sontags essä upprätthöll och förstärkte dikotomiseringen av två skilda campbegrepp, det ena mer äkta (med koppling till gay- eller queerkultur) och det andra, en kopia av detta.
En central teoretiker den kritiska diskussionen av campbegreppet är Moe Meyer med sin tydliga och explicita aktivistiska attityd till diskussionen om campbegreppet. Han delar upp begreppet i två delar, en politisk form av (queer) camp och en kopia av denna politiska form av (pop) camp som uppstod efter Sontags estetisering av begreppet. Han legitimerar bara den första.
Sontags essä uteslöt det queera subjektet ur campbegreppets diskurs, menar Meyer. Camp var inte längre ett identitetsstärkande begrepp och inte heller en queer metod som synliggjorde och ifrågasatte ett heteronormativt samhälle. Meyer vill därför återta begreppet som exklusivt queer metod för att producera synlighet av queeridentifierade personer i samhället och därigenom också produktionen av en queer diskurs. Han använder sig av Judith Butlers definition av performativitet. Inte bara genus och kön iscensätts utan också queera identiteter. En queer identitet uppstår när man har en medvetenhet om sin gay- eller lesbiska performativitet. Queera identiteter utgörs och kanske framför allt synliggörs genom iscensättningen av dessa identiteter. För att synas måste man alltså göra något. Med denna performativitet i åtanke definierar Meyer camp som ett diskursivt system:
| ” | ..the total body of performative practices and strategies used to enact a queer identity, with enactment defined as the production of social visibility. | „ |

Även Meyer tar således plats i den kritiska diskussionen om camp och dess politiska signifikans, samma diskussion som ständigt delat in camp i dikotomier. 
Cletos menar att om vi inbegriper camp i en poststrukturalistisk tradition (queerteori) både synliggörs och ifrågasätts dikotomierna i diskussionen om detta begrepp. Vi kan inte betrakta camp som antingen en egenskap hos ett objekt eller som ett visst sätt att uppfatta världen, och inte heller betrakta begreppet som antingen ett läsande/tolkande eller som ett uppvisande. Istället måste camp omformas i enlighet med queerbegreppet, som ett böjligt, kommunikativt begrepp som rör sig på tvären mellan läsaren (åskådaren) och producenten (artisten). Camp som kommunikation existerar alltså inte som antingen läsart eller som en inneboende egenskap, den tar snarare plats i relationen mellan en producerad och en uppfattad/tolkad icke-heteronormativ mening. Oftast bäddas denna icke-heteronormativa mening in i en annan mer explicit signalerad mening.
Camp är en typ av queer kommunikation – en queer metod – som avnaturaliserar de strukturer som annars genomsyrar vår tillvaro som självklara och givna, till exempel idén om dikotoma genus med korresponderande sexualitet.